# Gukchae-bosang Memorial Park
 (mars 2023).
Si vous disposez d'ouvrages ou d'articles de référence ou si vous connaissez des sites web de qualité traitant du thème abordé ici, merci de compléter l'article en donnant les références utiles à sa vérifiabilité et en les liant à la section « Notes et références ».
Le Gukchae-bosang Memorial Park (en coréen 국채보상기념공원) est un mémorial situé à l'est du centre de Daegu. Au milieu de jardins entretenus et de promenades, la grande cloche Dalgubeol en constitue la principale attraction, notamment lors des fêtes de réveillon quand des milliers de Coréens y célèbrent le Nouvel An. La cloche est également utilisée chaque samedi et dimanche à 15 h. Elle commémore le sacrifice que les Coréens versèrent aux Japonais pour rembourser une dette afin de devenir un pays souverain.[pas clair]
Ouvert en décembre 1999, ce parc a été utilisé pour les départs et les arrivées des épreuves de marathon et de marche athlétique lors des Championnats du monde d'athlétisme 2011.